# San Juan de Payara
San Juan de Payara es una ciudad de Venezuela. Capital del municipio Pedro Camejo del estado Apure. Tiene una población, de acuerdo al censo de 2018 de 13.969 habitantes. La parroquia San Juan de Payara tiene una superficie de 512 km², y limita por el Norte: con los municipios San Fernando y Biruaca; por el Sur: con la parroquia Cunaviche; por el Este: con el municipio San Fernando, por el Oeste: con el municipio Achaguas. Este  pueblo  es  conocido  como “la  tierra  del  Negro Primero”, en honor a  Pedro Camejo, uno de los héroes de la Independencia,  nacido  un  día  de  verano  o  invierno  de  1790,  en  este  pueblo, y  muerto en Campo Carabobo, el 24 de  junio de 1821.
En las elecciones a la Asamblea Nacional de 2010, el 67,11% de los electores votaron por los candidatos del PSUV.

## Toponimia
La ciudad fue fundada en época prerepublicana durante la colonia española. Su primer nombre se debe a la Purísima Concepción, también conocida como la Inmaculada Concepción de la Virgen María, luego se le dio el nombre de San Juan en honor a San Juan Evangelista, Apóstol de Jesucristo Su vinculación con Payara le fue dada por el río homónimo en cuya margen fue inicialmente establecida.

## Sobre la fundación de San Juan de Payara
No  hay  un  documento  de sobre la fundación  de  San  Juan  de  Payara,  sino  la  correspondencia  de  los  misioneros capuchinos  andaluces,  en  la  cuales  mencionan  que  este  pueblo  fue  fundado  a  inicios  del  año  de  1769, ellos  dijeron  esto  basados  en  el  libro  parroquial  más  antiguo,  que  es el de  bautismo  cuya  primera partida  es  de  fecha  10  de  febrero  de  dicho  años,  según  informó  el  Obispo  de  la  Diócesis  de  Caracas, Mariano Martí,  en su  Visita  Pastoral  en 1780. 
Correspondió  el  establecimiento  de  la  misión  a  fray  Alonso  de  Castro,  un joven  de  33  años  de  edad  y  6  de  misionero  en  Venezuela, quien fue trasladado de Guayana a los llanos. El 17 de junio de 1768, Alonso de Castro  en febrero  del  año  siguiente, con 547  indígenas:  otomacos,  yaruros,  guaranaos  y  taparitas, en  la  orilla  del  río  Payara  (Paso  Real),  fundó  La  Misión  la  Purísima Concepción  de  Payara,  con  tan  mala  suerte  que  el  río  creció  hasta  el  médano  donde  se  levantaba  el pueblo  y  destruyó  la  misión  y  a  la  iglesia,  después  de  los  trabajos  que  costó  traer  la  madera  para  su fábrica  desde  lejos,  acompañado  el  sacerdote  de  los  pobladores.  En  el  templo  subió  el  agua  una  vara cuando  ya  estaban  construidas  las  paredes  y  el  techo  listo  hasta  la  mitad.  Pero  no  se  arredraron.  Los indígenas  querían  asentarse  y cuando  las  aguas  bajaron  volvieron  con  su sacerdote  al  mismo  sitio  y  este aceptó  a  regañadientes  la  imposición  de  los  naturales  “porque  ellos  a  estas  incomodidades  y  a  otras muchas,  casi  opuestas  a  la  racionalidad,  se  acomodan  muy  bien  y  el  pobre  misionero  precisado  a  pasar por  todas  con  el  santo  fin  de  civilizarlos  y  del  que  no  se  pierda  la  mayor  parte  de  sus  almas,  por  medio de  la  catequización  y  santo  bautismo”.  (Padre  Carrocera:  Misión  de  los  Capuchinos  en  los  llanos  de Caracas).  En 1771, el padre Buenaventura de Benaocaz, contó que el río Payara nuevamente creció e inundó el pueblo y sus habitantes se  disolvieron. Después de dicha inundación, edificaron el pueblo más retirado del Payara, en una colina de arena, que se convierte en isla durante el tiempo de las inundaciones. (su actual  emplazamiento).

## El obispo Mariano Martí visita el pueblo
El día 29 de enero de 1780, Mariano Martí Obispo de la Diócesis de Caracas, salió del pueblo de Achaguas, y habiendo andado veinte leguas, llegó a Payara el día 31 del mismo mes, y al siguiente procedió a la Visita de su Iglesia, en donde 

“vio y reconoció la Fabrica, Fuente Bautismal, Altares, Imágenes, Vasos Sagrados, Ornamentos, y demás bienes”

Para el momento de la visita del obispo Mariano Martí había un Ministro que es el Religioso Capuchino Misionero Gerónimo de Lucena, “el cual tenía de renta cada año ciento y cincuenta pesos que se le contribuyen de las Cajas Reales; y asimismo las Primicias, Obvenciones de Misas cantadas de devoción, y de Bautismo, Casamientos, y Entierros, de los Vecinos Españoles, que producirán anualmente sesenta y cinco pesos, todo lo cual compone docientos quince pesos”.
La  referida Iglesia no tenía otra renta que los derechos de sepulturas, 

“y velaciones que pagan dichos Vecinos Españoles, y podrán alcanzar cada año á diez pesos: En ella no hay fundada Cofradía alguna”.

En esta Visita Pastoral, Martí, vio el único Libro donde se han escrito las partidas de Bautismos, Casamientos, y Entierros, y habiéndose visto, y reconocido todas las que contiene, puso el Decreto de Visita con fecha de 2 de febrero de 1780, en que se hicieron varias prevenciones conducentes á la corrección de los defectos que se hallaron; y se mandó al Misionero, que para la mayor formalidad, y claridad de la partidas, y distinción de Libros, se arreglase. También se mandó a dicho Misionero, que escribiese en sus respectivos Libros las partidas de algunos Bautismos, Casamientos, que se hallaban apuntados en papeles Sueltos, que lo custodiase fielmente y que no los entregase a persona alguna sin licencia del Ordinario Diocesano. También se le ordenó que formara un Libro  de estado, y gobierno de la iglesia, en donde se copiaran los Despachos, y providencias que al proprio fin se expidieren. En esta visita a Payara Martí informó de que todo el territorio perteneciente a la Diócesis de Caracas:

“entre los Ríos Apure, y Meta, habitaban cerca de Calabozo, y de otros Lugares de este Obispado, de que están muy distantes; y que las tales personas trabajan, y no asistían á Misa en los días de preceptos; proveyó auto en el citado dos de Febrero de mil setecientos y ochenta, disponiendo que dichas personas, sin perjuicio del Derecho Parroquial, viniesen á oír Misa á este Pueblo de Payara, ó á los otros tres que están fundado en estas partes, y son, el supradicho de los Achaguas, y los de Atamaica, y Cunabiche”

Martí también: 

“visitó los indios e indias de Doctrina estando congregados estos en la supradicha Iglesia, y reconoció su instrucción en la Doctrina Cristiana, y el modo, y horas en que se les enseña; sobre que dio la providencia que antecedentemente queda anotada: Y los muchachos, y muchachas de la dicha Doctrina alcanzarán al número de docientos”

. Al día siguiente el obispo Mariano Martí, salió de Payara con rumbo a Cunaviche.

## Posición geográfica
San Juan de Payara está ubicado en la parte noreste del estado, al norte del río Apure Seco (Apurito), aproximadamente a 26 kilómetros al suroeste de San Fernando de Apure, la capital del estado. Altura absoluta: 40 metros sobre el nivel del mar.

## Clima
El clima de la ciudad se caracteriza por ser tropical, con inviernos secos y veranos lluviosos (Aw en la clasificación climática de Köppen). La precipitación media anual es de 1751 mm. La temperatura media anual es de 27,5 °C.

## Población
Según el Instituto Nacional de Estadística de Venezuela, la población de la ciudad en 2013 era de 12.062 habitantes.

## Sitios de interés de la población
En esta población al igual que en todas las del estado, existen referencias a sitios de gran interés histórico o popular. Se mencionan a continuación algunos de ellos:
Plaza Negro Primero Es de gran interés histórico para San Juan de Payara, porque en esta Plaza y sus alrededores, durante la guerra de la independencia estaba establecido el Cuartel General de José Antonio Páez, y allí  estuvo el Libertador Simón Bolívar, Antonio José de Sucre, Rafael Urdaneta, José Antonio Anzoátegui, Manuel Cedeño, entre otros héroes de la independencia. En esta plaza fue donde se conocieron el Libertador y Negro Primero. 
Plaza Bolívar Esta plaza con la Iglesia San Juan Evangelista de Payara hacen un complejo en el centro de la población. En esta plaza estuvo el insigne escritor Rómulo Gallegos. El 1 de marzo de 1986, en sesión solemne del Consejo Municipal del para entonces Distrito Pedro Camejo, fue bautizado el libro Palabreus del escritor payareño José Vicente Abreu.
Iglesia Parroquial Es la primera institución religiosa del pueblo, su fundación como se puede ver en la historia está aunada a la del pueblo. En ella hacia el año 1818, se casaron Pedro Camejo, Negro Primero y Juana Andrea Solórzano. Esto se deduce porque en el año 1846, cuando Juana Andrea solicita un montepío militar por ser viuda de un prócer de la independencia venezolana, el padre Julián de Santos, párroco de San Fernando de Apure certificó que en los libros de ese pueblo no aparecía la partida de matrimonio y los de San Juan de Payara que existieron en el archivo parroquial, fueron devorados por los insectos cuando ejercía el curato en ese pueblo el padre Juan Bernardo García.

## Medios de comunicación
Radio y televisión
La ciudad cuenta con 4 estaciones de radio locales, todas de Frecuencia Modulada FM Sabana 97.9 Fm (Director G: Luis Salazar) (Comunitaria), Impacto 100.9 Fm (Director G: Onofre Guadamo) (Juvenil), Visión 89.7 Fm. (Director G: David Orozco) (Evangélica Pentecostal).  Voz De Gloria 94.5 Fm (Directora G: Yoliz Bolivar. Productores: Yohander Juárez, Alexis Pérez, Coordinador de programas: Jose Rondon , Tesorero: Argenis Hernandez) (Evangélica) 
Telecomunicaciones
En San Juan de Payara operan proveedores de televisión por suscripción (cable, a través de servicios de la operadora TVSur, y satelital por medio de las operadoras DirecTV y CANTV)  y conexiones a Internet Banda Ancha. Los sistemas de telefonía fija son operados por las dos mayores centrales telefónicas del país (Telefónica y CANTV), y la telefonía móvil celular es operada por dos de las principales de Venezuela: Movistar y Movilnet.

## Salud
El principal centro hospitalario de San Juan de Payara es el "Hospital Lorenza de Castillo", una institución pública ubicada en la Avenida Negro Primero. 
Servicios que ofrece:
- Centro de salud
- Maternidad
- Unidad de imagenología
- Unidad quirúrgica gratuitos (no se requiere seguro para su admisión).

Adicionalmente, la ciudad cuenta con: 
- Centro de diagnóstico integral (CDI). Los CDI dan servicios gratuitos de rayos X, ultrasonido diagnóstico, endoscopia, electrocardiograma.
- Salas de rehabilitación integral (SRI) del programa de salud nacional, los cuales desconcentran la población atendida en el hospital general.
- Sistema Ultra Micro Analítico (SUMA).
- Oftalmología clínica.
- Emergencia.
- Anatomía patológica.

## Cultura
La actual sede de cultura es una muestra de la capacidad arquitectónica del lugar convirtiéndose en una completa obra de arte, majestuosa por sus dimensiones y por lo que representa para la ciudad.
Es núcleo de la capacitación en instrumentos de los integrantes de la Orquesta Sinfónica Infantil y Juvenil.